# Baba Yaga
Pour les articles homonymes, voir Baba Yaga (homonymie).

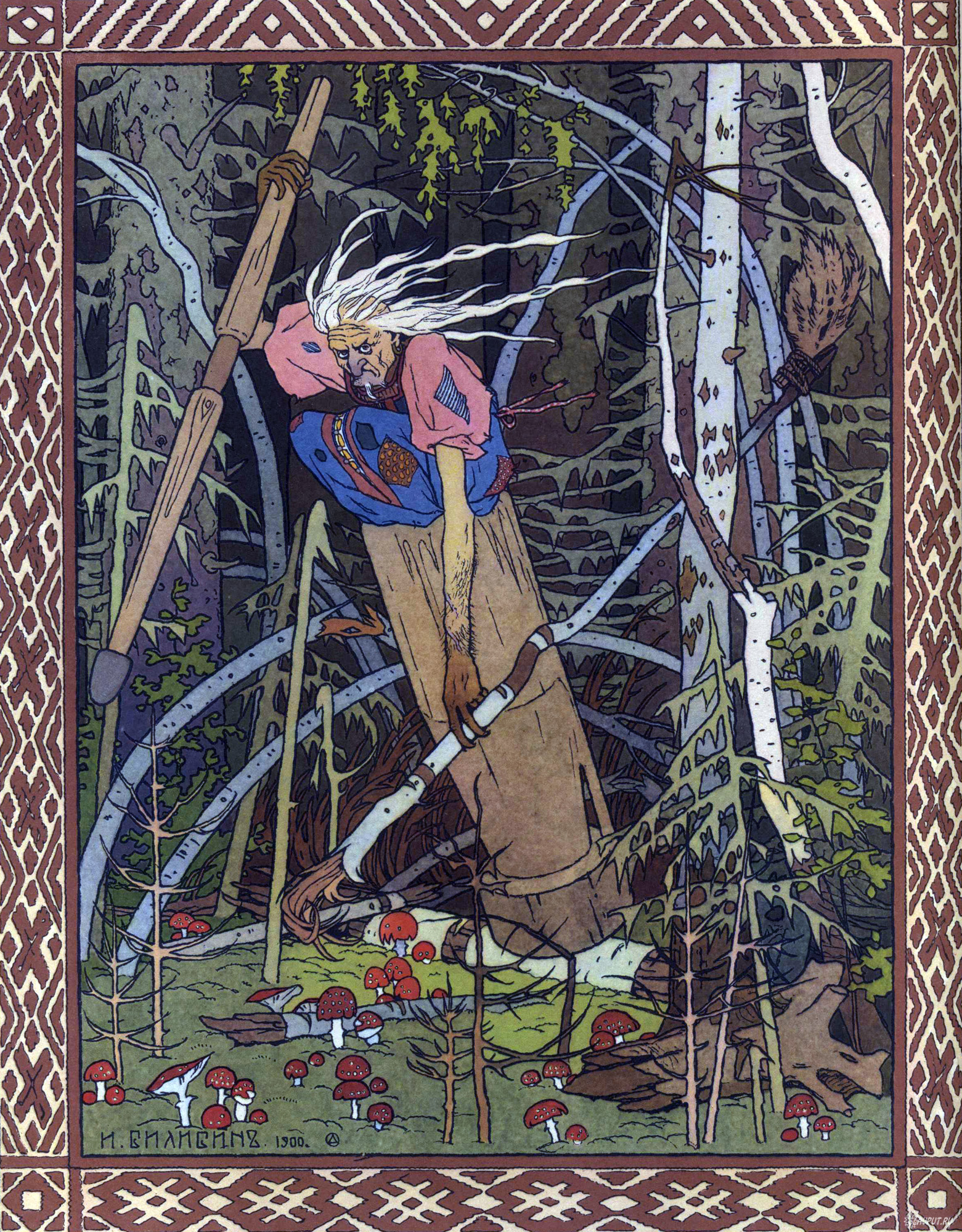
Illustration de Baba Yaga par Ivan Bilibine pour une édition du conte Vassilissa-la-très-belle.

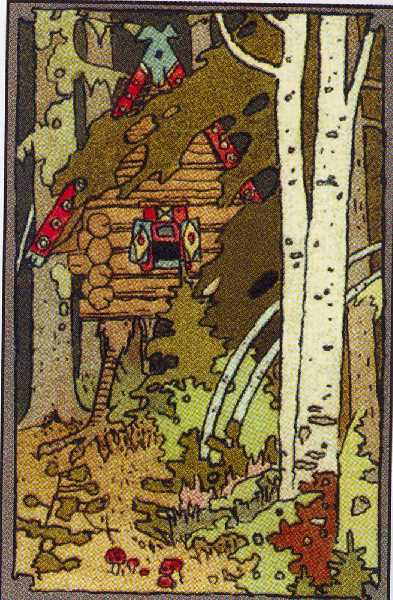
La petite isba de la baba Yaga, illustrée par Ivan Bilibine pour une édition du conte Vassilissa-la-très-belle.

Baba Yaga (en russe : Баба-яга, en bulgare : Баба Яга, en polonais : Baba Jaga, en tchèque : Ježibaba) est une figure marquante de la mythologie slave. La Baba Yaga est la figure féminine surnaturelle la plus fréquente des contes slaves, elle n'existe nulle part ailleurs (ni dans la littérature, ni dans le reste du folklore).
Les folkloristes ont donné diverses interprétations, depuis la divinité chasseresse jusqu'à la simple sorcière, en passant par le chef travesti du rite d'initiation des sociétés primitives, comme le veut Vladimir Propp. Bien que toujours vieille, elle revêt des aspects différents. Elle a une fonction double, étant à la fois l'adversaire du héros et la principale donatrice.

## Étymologie
La langue russe ne possédant pas d'article devant un nom commun (ou adjectif), il est difficile de définir s'il s'agit d'un seul personnage (nommé Baba Yaga) ou d'un type de personnage (« la » baba Yaga). Il y a parfois dans le même conte plusieurs baba Yaga (trois en général), dénommées la première, la deuxième, la troisième, ce qui laisse supposer qu'il s'agit d'un type de personnage (comme on dirait « une fée »). Par ailleurs, les deux termes ne sont pas toujours accolés, on peut trouver simplement « la baba » (signifiant « la femme du peuple »), ou « la Yaga » qui peut alors être qualifiée (de brune, de vieille...).
Lise Gruel-Apert insiste sur le fait que ces deux mots accolés ne sont pas un prénom suivi d'un nom.
Le premier terme, « baba », est le diminutif enfantin de "бабушка" en russe, qui se prononce "babouchka" et signifie « grand-mère ».
Dans le langage paysan, il est l'équivalent féminin de « moujik ». On dit : « moujik da baba » (« mužik da baba ») : « l'homme et sa femme ». Babit'sja veut dire « passer du temps avec une femme ». Donc, « baba » est la femme âgée, la mère ou plutôt la grand-mère (au sens où l'on dit « la mère Michel »), mot à distinguer de deva, devka, la (jeune) fille ou la jeune femme ("девочка", en russe, qui se prononce "dievotchka").
Ce sens explique pourquoi le personnage est aussi universel dans le conte slave. Dans la description du personnage, il est souvent question de ses mamelles, sa sexualité est envisagée seulement du côté maternité (elle a souvent des filles, rarement un fils). La majuscule n'est pas nécessaire.
« Yaga » est un nom propre, à l'étymologie incertaine, mais se retrouvant dans toutes les langues slaves. Alexandre Afanassiev indique que le terme pourrait être apparenté au sanskrit अहि (áhi) signifiant « serpent ». Ce serait donc « la femme Serpent », ce qui expliquerait sa jambe unique, autrement dit sa nature anguipède.
Il existe des variantes à la forme « Baba Yaga » : Iaga-baba, Iegabova, Iegibovna, Iagichna, etc..

## Les différentes facettes du personnage
Propp distingue trois Baba Yaga, mais le personnage semble présenter plus de facettes encore.

### Ravisseuse
Filant dans son mortier, effaçant les traces de son balai, elle survient brusquement, ravit un petit garçon, l'entraîne chez elle pour le faire rôtir (contes 77 à 82). Mais la menace ne se réalise jamais : ou bien le garçon (plus rarement la fillette) trouve le moyen de s'échapper, ou bien, la baba Yaga laisse le soin de l'enfourner à sa fille. Elle était entretemps repartie « se mettre en chasse ». La baba Yaga est donc décrite comme une chasseresse qui se précipite sur sa proie. Le cannibalisme, latent (puisqu'annoncé mais jamais réalisé), ne fait pas de doute. Le four est l'élément principal de l'habitation du personnage.

### Combattante

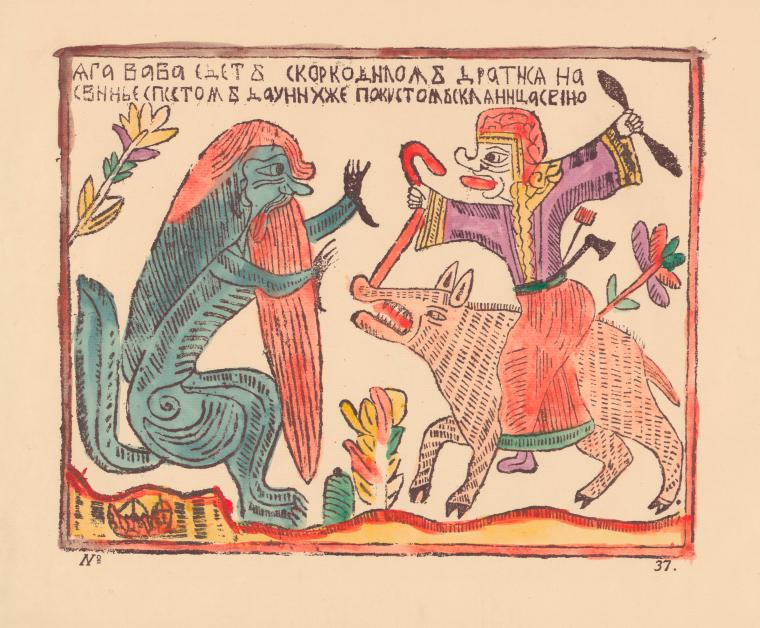
Loubok du XVII représentant Baba Yaga sur un sanglier et combattant un crocodile.

Dans le conte La baba Yaga et Petit Bout, la baba Yaga a voulu tuer le héros Petit Bout et ses quarante frères, mais elle a, par méprise, tué ses quarante et une filles. Furieuse, elle « se fait apporter son bouclier de feu et, galopant sur les traces des vaillants gaillards, elle se met à projeter des flammes de tous côtés... La baba Yaga les brûle et les arrose de flammes ». Il y a là une nette opposition de traitement entre garçons et filles. La baba Yaga défend ses filles, elle est à cheval et elle projette des flammes avec son bouclier. L'environnement est un lac. De même, dans le conte Ivan-tsarévitch et le Blanc Guerrier de la plaine, le Blanc Guerrier de la plaine combat « depuis trente ans avec la baba Yaga à la jambe d'or sans jamais descendre de cheval ». La baba Yaga est à la tête de troupes et a tout d'une amazone ; il n'y a pas de cannibalisme.
Dans le conte Ivachko-Ourseau, l'action se passe dans l'isba de la forêt, vide. La baba Yaga n'y habite pas, elle vit sous terre. Mais elle y monte et elle s'attaque aux compagnons du héros, les bat, leur découpe à chacun une lanière dans le dos, puis disparaît. Le héros, à son tour, lui découpe trois lanières dans le dos. Elle retourne sous terre et le héros la suit, la pourchassant. Là, il rencontre la fille de la baba Yaga : c'est une jeune fille, qui demande au héros de l'emmener avec elle et lui explique comment se débarrasser de sa mère. Il y a opposition mère / fille. Les sévices subis par les compagnons du héros puis par la baba Yaga font penser à un rite d'initiation.

### Donatrice
Le héros, qui peut être un personnage féminin, parvient chez la baba Yaga qui, dans ce cas, vit dans une petite isba de la forêt. Là, il est soumis à un interrogatoire ou à des épreuves. Il doit prouver sa valeur et en récompense, reçoit un objet magique ou de bons conseils qui vont lui permettre de continuer sa route et de parvenir à ses fins.

La petite isba « montée sur pattes de poule », tourne sur elle-même. Il faut savoir la formule pour l'arrêter de tourner devant soi : 

« À la lisière d'une sombre forêt, il aperçut une petite isba montée sur pattes de poule : "Petite isba, petite isba ! Tourne le dos à la forêt, le devant de mon côté". L'isba se retourna. »

— Conte L'Eau de jeunesse et la Fille-Roi.
Comme l'isba, l'interrogatoire a un aspect figé, fait de formules toutes faites : « Eh bien, vaillant gaillard, l'épreuve, tu la cherches ou tu la fuis ? ». Le héros sait ne pas se décontenancer, il sait répondre, il réclame d'abord à boire et à manger, puis il explique le but de sa recherche. Ceci adoucit la patronne de l'isba, elle lui fait des cadeaux et lui prodigue des conseils : « Elle lui fit don de son cheval, d'une massue énorme et lui enjoignit... »
Elle donne un cheval, un faucon, moyens de traverser vers l'autre royaume, mais aussi une pelote, une boule qui, en roulant, montrent le chemin et ont la même fonction.
Les cadeaux de la baba Yaga sont essentiellement liés au déplacement d'un monde à l'autre. Mais la Yaga peut aussi faire cadeau d'un crâne qui va permettre à l'héroïne de se débarrasser de ses ennemies (conte Vassilissa-la-très-belle).

### Gardienne du royaume des morts
Vladimir Propp a analysé en détail cet aspect du personnage. Dans le conte La princesse ensorcelée, il est dit : « On ne voyait là qu'une seule isba perdue : derrière, pas une route, rien que les ténèbres les plus épaisses ». La maisonnette est souvent présentée comme trop petite pour son occupante, parfois sans porte ni fenêtre (ce qui, pour Propp le premier, peut faire penser à un cercueil). Une formule rituelle présente la baba Yaga « le nez fiché dans le plafond ».
Selon le cas, la maisonnette peut se trouver « près de l'Onde Noire » (voir le conte Ivan-fils de vache, dit Ouragan le Valeureux) ; mais, généralement, elle se trouve à l'intérieur ou en bordure d'une forêt sombre et impénétrable. La baba Yaga, elle-même morte (d'où sa jambe d'os), est la gardienne du royaume des morts. La petite isba qu'il faut faire tourner est un poste frontière, tourné d'un côté vers le monde des vivants, de l'autre vers le monde des morts (ou l'autre royaume).
Parfois la maisonnette « tourne sur elle-même », mais plus souvent encore c'est le héros (ou l'héroïne) qui lui ordonne de « se tourner dos à la forêt, face à [lui / elle] » .

### Maîtresse de la forêt et des bêtes sauvages
Elle a sur les bêtes sauvages un pouvoir sans borne. Dans le conte La Belle des Belles : « Elle a des émissaires qui sillonnent le monde. Les premiers d'entre eux, ce sont les bêtes des bois, les seconds, les oiseaux du ciel, les troisièmes, les poissons et les bêtes aquatiques. Toutes les créatures du monde lui sont soumises ». Ainsi, c'est la femme / la mère / la vieille qui est souveraine. Cette caractéristique est liée à la forêt, à la chasse et à un système social où la femme est mère sans mari.
Andreas Johns relativise toutefois la pertinence de cet aspect, démontrant que souvent, dans les contes pris en exemple par Propp, le personnage concerné, soit n'est pas nommé Baba Yaga, soit ne possède pas ses attributs traditionnels.

### Sexualité et relations familiales
Il en est peu question puisqu'elle est surtout représentée comme vieille et vivant seule. Mais on trouve : 
« Devant lui, sur le poêle, sur la neuvième brique, était couchée la baba Yaga-jambe d'os..., les tétons enroulés à un crochet ».
S'il n'est jamais question de mari ou de compagnon, elle a des enfants, généralement des filles (et même 41 dans le conte cité La baba Yaga et Petit Bout). Quand elle a des liens de parenté avec le héros, elle est toujours de la famille de la femme ou de la mère du héros, jamais de son père (contes Va je ne sais où... et Le Démuni).
Andreas Johns remarque qu'un motif important (le fait que Baba Yaga demande souvent à l'héroïne de laver ses enfants, qui sont des serpents, grenouilles, crapauds et vers) est ignoré par Propp.

### Un côté solaire
Dans le conte Vassilissa-la-très-belle, l'héroïne Vassilissa demande à la baba Yaga qui sont le cavalier rouge, le cavalier blanc et le cavalier noir qu'elle a croisés pour venir jusque chez elle ; et la baba Yaga répond : « C'est mon jour, vêtu de blanc... C'est mon soleil, vêtu de rouge... C'est ma nuit, vêtue de noir », et elle ajoute : « Tous de fidèles serviteurs ! » Ainsi, la baba Yaga commande aux phénomènes célestes, au jour et à la nuit. Dans le conte Maria Morevna (Maria des Mers), il est dit d'elle : « Sur sa cavale ailée, elle fait chaque jour en volant le tour du monde ». Elle a des traits communs avec Phœbus, mais aussi, plus simplement, avec les sorcières, capables, selon les légendes, de voler.

## Analyses et interprétations

### Interprétation de Vladimir Propp

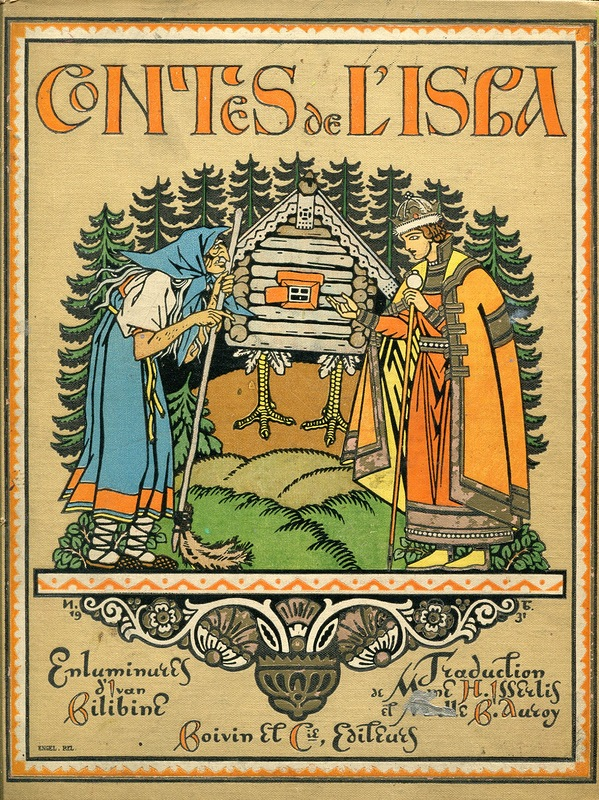
Contes de l'isba, illustrations d'Ivan Bilibine.

Dans Les Racines historiques du conte merveilleux, le folkloriste russe Vladimir Propp cherche à rapprocher les éléments du conte merveilleux russe de ceux d'autres cultures anciennes, et par là des croyances et des rites de ces sociétés humaines. Selon lui, Baba Yaga représente une gardienne du royaume des morts, et sa cabane constitue un passage obligé à la frontière des deux mondes. Il rapproche les pattes de poule de la maisonnette de mythes des Indiens d'Amérique du Nord évoquant une cabane zoomorphe, et esquisse un parallèle entre les formules prononcées par le héros et le Livre des Morts égyptien, où les éléments d'une maison exigent d'être nommés exactement avant d'accorder le passage. Le fait que Baba Yaga nourrisse et lave le héros évoque également les rites du Livre des Morts ; la cabane dans un bois rappelle par ailleurs les lieux d'initiation des jeunes hommes dans de nombreuses cultures (Afrique, Océanie, etc.).

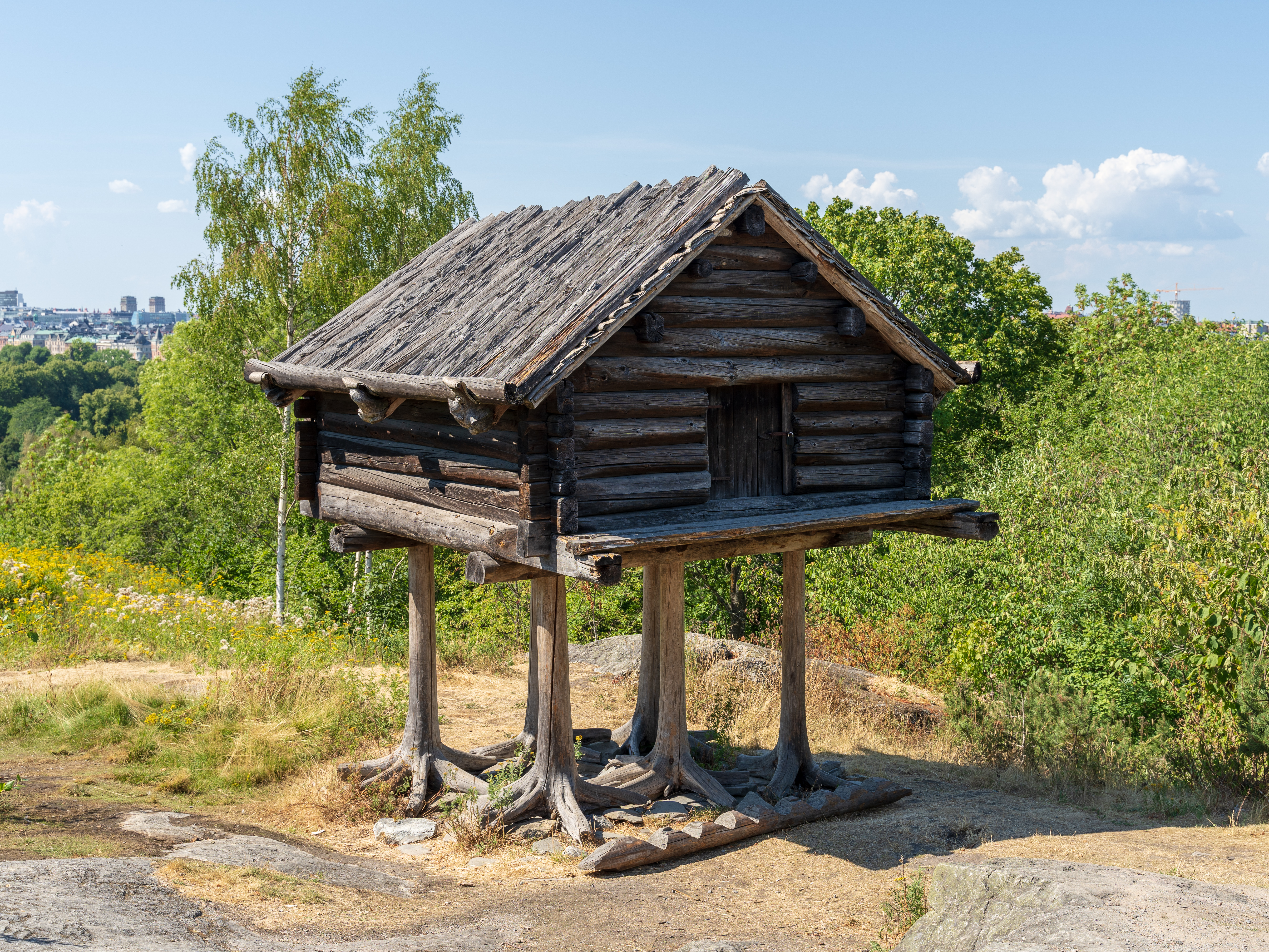
Grenier traditionnel Sami (Laponie) construit sur pilotis à Stockholm.

Dans les faits, les représentations des maisons de Baba Yaga, montée sur "pattes de poulet", sont très semblables aux greniers traditionnels des Samis, peuples éleveurs de rennes que l'on trouve en Laponie, dans le nord de la Scandinavie, ainsi qu'en Carélie, dans le nord de la Russie. Ces greniers sont montés sur pilotis, fait de troncs d'arbres dont les racines rappellent des pattes.
Baba Yaga, comme d'autres personnages du conte russe (le dragon, etc.) profère souvent à l'arrivée du héros qu'elle sent « une odeur russe », ou « de carcasse russe ». Propp interprète cette expression comme signifiant une odeur d'être humain vivant, et donne divers exemples de mythes dans lesquels les morts font référence à cette odeur, qui les répugne (et où le héros cherche à se débarrasser de cette odeur). Le surnom même de la magicienne (« jambe d'os ») suggère qu'elle est un cadavre ; toutefois, Propp rappelle qu'elle est aussi la maîtresse des animaux de la forêt, et mentionne qu'elle est parfois décrite elle-même comme semi-animale (diverses cultures considéraient que la mort consistait à se transformer en un animal). Pour lui, l'élément animal est antérieur à l'élément squelettique de Baba Yaga. Il remarque par ailleurs que certains contes russes laissent penser que Baba Yaga serait aveugle.
Il conclut que le personnage de Baba Yaga, tel qu'il apparaît dans les contes, regroupe les caractéristiques de figures distinctes, quoique plus ou moins liées entre elles : la magicienne-ravisseuse, prête à faire rôtir les enfants, et la magicienne-donatrice, qui aide le héros, se retrouvent toutes deux en Baba Yaga, qui relève à la fois des rites initiatiques et du mythe du voyage au royaume de la mort (il mentionne également la magicienne-guerrière). Selon lui, ce n'est qu'une fois que les rites ont perdu leur sens et finalement disparu que leur côté sacré et terrible se voit remplacé par un grotesque héroï-comique.
Dans Les Transformations du conte merveilleux, Propp esquisse un rapprochement avec un hymne tiré du Rig-Véda et adressé à la « maîtresse des forêts ». Il note les éléments similaires : la chaumière dans la forêt, le reproche lié aux questions (donné dans un ordre inverse), l'hospitalité, l'indication de la possibilité d'hostilité et de ce qu'elle est la mère des bêtes sauvages. Le Rig-Véda dit aussi : « Quelqu'un abat des arbres là-bas (...) Ainsi pense celui qui passe la nuit chez la maîtresse des forêts. » Dans un conte d'Afanassiev, le père attache un morceau de bois à sa charrette, le bois frappe et sa fille dit : « C'est mon père qui abat les arbres ». Propp précise qu'il ne cherche pas à faire remonter le personnage de la Baba Yaga au Rig-Véda, mais que d'une façon générale, c'est la religion qui évolue vers le conte et non l'inverse.

### Analyse de Nikolaï Novikov
Le folkloriste russe Nikolaï Novikov a analysé le personnage de Baba Yaga de façon précise et systématique, au travers d'un grand nombre de contes. Il étudie les aspects positifs et négatifs dans deux sections distinctes. Le rôle du personnage positif se limite à celui de donateur ou de conseiller ; à l'exception du cas où Baba Yaga détient la guerrière qui poursuit le héros, elle disparaît du conte une fois sa tâche accomplie.
En tant que personnage négatif, elle peut se présenter comme guerrière, vengeresse, propriétaire d'objets magiques, enchanteuse maléfique, aide ou conseillère perfide, ravisseuse d'enfants. Selon Novikov, les aspects négatifs l'emportent dans les deux tiers des contes étudiés. C'est lorsqu'elle a un rôle positif que ses attributs traditionnels sont les mieux conservés, dans les autres cas elle a tendance à endosser les rôles d'autres personnages maléfiques. Il pense que l'aspect positif est le plus archaïque, et trouve son origine dans la période matriarcale, alors que l'aspect négatif serait issu de la période de lutte entre le matriarcat et le patriarcat, qui a fini par l'emporter.

### Baba Yaga et la lutte des classes
Les chercheurs russes et soviétiques du XXe siècle présentent fréquemment une vision de Baba Yaga influencée par l'idéologie marxiste : elle peut parfois être considérée comme un oppresseur ou un exploiteur tyrannique, notamment vis-à-vis de ses serviteurs. L'Américain Jack Zipes interprète de même la sorcière de Hansel et Gretel en termes de lutte des classes. Andreas Johns relativise cette interprétation, remarquant qu'il ne manque pas de contes russes satiriques qui raillent très clairement les oppresseurs du moment (le pope, le barine), exprimant un antagonisme de classe qui n'a pas besoin d'être déguisé ou symbolisé.

### Analyse de Luda Schnitzer
Luda Schnitzer se pose également la question de l'ambivalence du personnage de Baba Yaga, à la fois ogresse cruelle et auxiliaire bienveillante, et en particulier de son revirement d'attitude vis-à-vis du héros qui est parvenu jusqu'à sa cabane (« cette incarnation du Mal peut se transformer à l'improviste en une bonne mère-grand, prête à aider les héros de tous ses pouvoirs magiques »). Elle fait remarquer que dans les contes des musulmans de Russie, mais aussi notamment géorgiens, « le héros touche le sein de l'ogresse et l'appelle mère », et elle lui répond « si tu ne l'avais fait, je te dévorais » : l'asile maternel serait, selon une ancienne coutume, inviolable. Elle évoque ensuite d'autres explications avancées : mythologique (Baba Yaga serait la divinité personnifiant l'hiver, à la fois cruel et protecteur des graines dormant sous terre) ; pragmatique (la loi de l'hospitalité vaut pour tous, même pour les ogres) ; ethnologique (le code du savoir-vivre des « coins perdus » interdit de demander au voyageur de but en blanc d'où il vient et où il va, tenant compte notamment qu'il peut se trouver en marge de la légalité). Elle ajoute « la conviction naïve, propre au conte populaire », que par la confiance on peut désarmer la méchanceté. Elle remet ainsi en cause le supposé manichéisme des contes (les bons d'un côté, les méchants de l'autre).

### Approches psychanalytiques
Géza Róheim, qui estime que les contes populaires trouvent leur origine dans les rêves, insiste sur les attributs de type nez, dent ou pied particuliers, qui constitueraient des symboles phalliques ; la hutte de Baba Yaga serait un symbole féminin, et le fait qu'elle tourne sur elle-même renverrait au coït hétérosexuel. Olga Periañez-Chaverneff pense que l'apparence de Baba Yaga (ogresse, versatile ou bienveillante) peut être mise en relation avec l'âge du héros du conte (jeune enfant, enfant en cours de socialisation ou jeune adulte). Marie-Louise von Franz, dans une approche jungienne, identifie Baba Yaga à l'archétype de la Grande Mère, qui présente à la fois des aspects positifs et négatifs. D'autres interprétations psychanalytiques existent ; pour des raisons historiques, elles sont rares en Russie même et, de toute façon, tournent le dos à tout fondement mythologique et construit sur la longue durée.

## Analogies dans d'autres cultures

### Traditions celtiques
Une sorcière assez similaire, écho de traditions païennes, apparaît déjà dans le roman arthurien en vers Les Merveilles de Rigomer, écrit dans le dernier tiers du XIIIe siècle par un auteur anonyme. Elle est laide, grosse, bossue, inspire la panique au cheval de Lancelot et se montre peu hospitalière au premier abord, mais plutôt par crainte des chevaliers armés (elle prétend n'avoir « jamais vu de chevalier », et s'adoucit lorsque Lancelot accepte de retirer son haubert). Le texte précise qu'elle suspend ses paupières à des protubérances ou des cornes qu'elle a sur le crâne, au moyen de crochets : ce motif, qu'on retrouve dans le conte Viï de Gogol, provient du Mabinogi de Culhwch et Olwen, conte gallois du XIe siècle ; l'évocation de Baba Yaga, « les tétons enroulés à un crochet » semble en constituer un écho déformé. Elle vit dans une « maison étrange, tout ouverte » au fond de la forêt avec sa nièce, qui traite bien le chevalier. Sur la Baba seraient venus confluer des traits propres à 1) l'année aux deux visages ; 2) une puissance chtonienne associée à l'hiver ; 3) un feu du foyer, mobile et accessible au héros.

### Roumanie
Dans le folklore de Roumanie (pays non slave), il existe un personnage apparenté, Baba Cloanța (Cloantza), apparaissant comme une vieille sorcière édentée, qui revêt également plusieurs aspects : oracle, guérisseuse, parfois mère de héros (ou d'un dragon), souvent associée à l'élément aquatique, évoquant des réminiscences mythologiques, ou avatar de la Mort, entre autres. Ce personnage est issu plus particulièrement du folklore des Carpates.

### Influences finno-ougriennes
Lise Gruel-Apert se pose la question de l'influence des traditions finno-ougriennes, en particulier celles des Mordves, sur la mythologie russe. Jusqu'au XIXe siècle, les Mordves se référaient à un esprit de la forêt féminin, cannibale, dénommé Vir-ava, qui présentait beaucoup de traits communs avec Baba Yaga (notamment une jambe unique), même s'il s'agissait plutôt d'une femme jeune. Elle avait des capacités de métamorphose et commandait aux esprits des arbres. Les cultures russe et finno-ougrienne se sont interpénétrées, autour de la Volga comme en Carélie.

## Dans les arts et la culture populaire

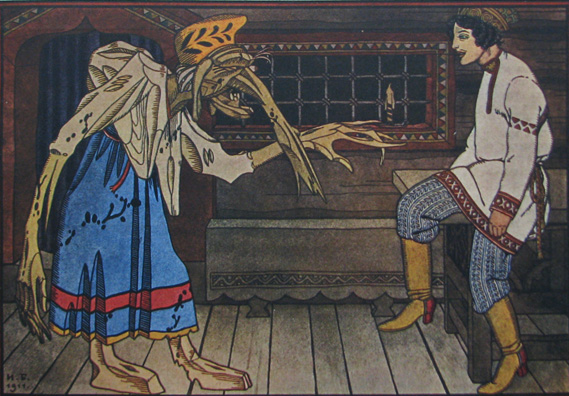
Baba Yaga et Ivachko (illustration de Ivan Bilibine).

### Musique
Plusieurs compositeurs de musique classique russes s'inspirent des contes et notamment de la figure de Baba Yaga.
- Modeste Moussorgski, dans ses Tableaux d'une exposition (1874), compose une pièce sur le thème de Baba-Yaga avec sa cabane sur pattes de poule. Cette pièce est l'avant-dernière de sa suite et s'enchaîne au tableau final de la Grande Porte de Kiev. C'est un scherzo cinglant et diabolique dont l'atmosphère oppressante n'est pas écartée dans son trio central, plus calme mais sans cesse menaçant.
- Piotr Ilitch Tchaïkovski a écrit une pièce appelée La Sorcière (Baba Yaga) dans son Album pour Enfants (1878).
- Anatoli Liadov est l'auteur de Baba Yaga (1903-1904), un tableau symphonique dans lequel il évoque le thème fantastique de Baba Yaga. C'est le basson qui expose le thème, avec accompagnement obligé de sifflements des bois en triples croches.

La sorcière figure sous son nom tchèque « Ježibaba » dans l'opéra Rusalka d'Antonín Dvořák.
Dans la chanson « The Hut Of Baba Yaga » de l'album Pictures at an Exhibition (1971) du groupe Emerson, Lake and Palmer.
Dans la chanson « The Hut Of Baba Yaga » sur l'album du même nom (1987) du groupe Mekong Delta.
Dans la chanson Baba Yaga La Sorcière (charivari pour voix d'enfants) (1996) du groupe Magma, une adaptation de la pièce Mekanïk Destruktïw Kommandöh. Il s'agit d'une version écourtée, dont les paroles en kobaïen ont été réécrites par Gaston Tavel pour être facilement interprétées par un chœur d'enfants.
Dans l'opéra Baba Yaga: Witch of the Forest (2010) du compositeur canadien James Fogarty ,.
Dans le morceau instrumental « Babayaga » de l'album William Sheller et le quatuor Stevens live (2007) de William Sheller.
Dans la chanson « Baba Yaga » de l'album Through Donkey Jaw (2011) d'Amen Dunes.
Dans la chanson « The Realms of Baba Yaga » de l'album Space Police - Defenders of the Crown (2014) du groupe Edguy.
Le personnage de Baba Yaga est interprété par Mariangela Demurtas (Tristania) dans l'album The Great Lie (2015) de l'opéra-rock français Melted Space.
Le groupe de deathcore russe Slaughter To Prevail a sorti le 20 mai 2021 un morceau intitulé Baba Yaga sur Youtube.

### Peinture et illustration
Les illustrateurs et peintres qui s'inspirent des contes russes donnent à Baba Yaga un visage directement inspiré par les textes des contes. Au milieu du XIXe siècle, le peintre russe Viktor Vasnetsov, qui peint de nombreux sujets mythologiques, représente notamment Baba Yaga en plein vol dans son mortier.
En 1873, le peintre russe Viktor Hartmann peint une série de tableaux inspirés par les contes, notamment un tableau de la maison de Baba Yaga, ces tableaux inspirent  au compositeur Modeste Moussorgski ses Tableaux d'une exposition.
Ivan Bilibine, l'un des plus fameux illustrateurs russes, réalise de nombreuses illustrations de contes, au début du XXe siècle, dont l'une très connue pour le conte traditionnel Vassilissa-la-très-belle qui montre la sorcière avançant dans la forêt, montée dans son mortier avec son pilon et son balai.

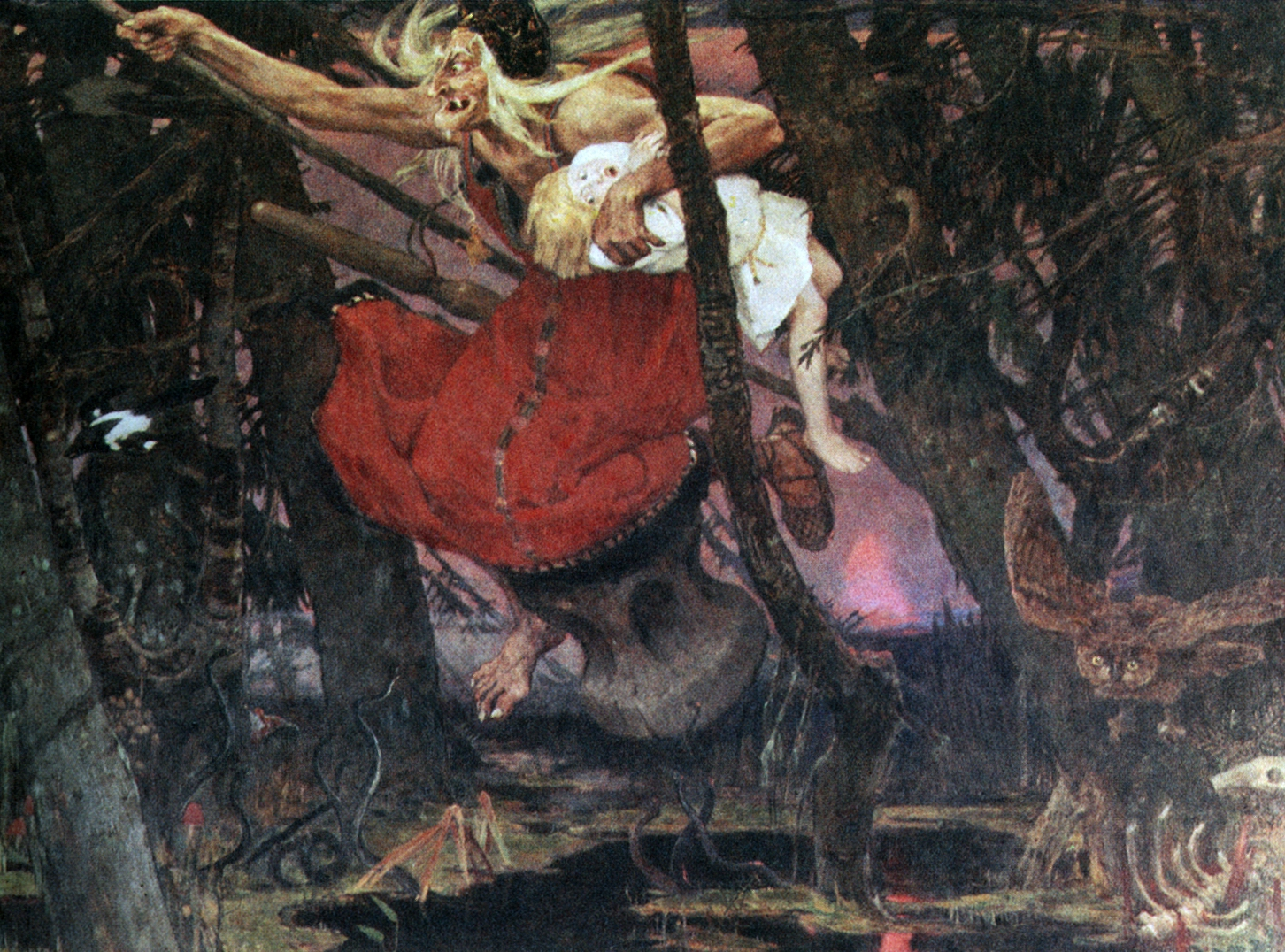
Baba Yaga. Tableau de Viktor Vasnetsov (1917).
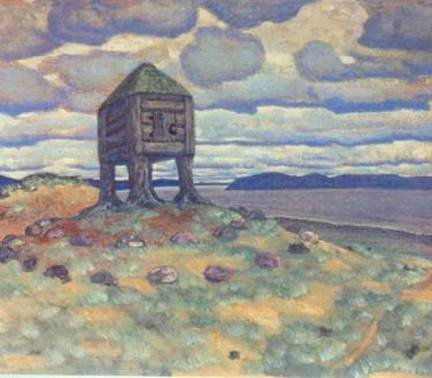
Tableau montrant la « Hutte de la mort » de Baba Yaga, par Nikolaï Roerich (1905).

### Danse
- En 1917, les ballets russes de Serge de Diaghilev présentent à Paris, au théâtre du Châtelet, un ballet intitulé Les Contes russes de Léonide Massine, sur une musique d'Anatoli Liadov et avec des décors et costumes conçus par le peintre Michel Larionov où figure notamment un décor représentant l'isba de Baba Yaga.
- Durant la saison 1961-1962, Sana Dolsky chorégraphie Baba Yaga pour le Ballet du Hainaut créé par Hanna Voos.
- En 1996, un ballet intitulé Baba-Yaga est créé sur une musique de Jean-Jacques Lemêtre et une chorégraphie de Nadjeda L. Loujine.

### Littérature
- Dans Le Cycle des épées (1982) de Fritz Leiber, l'auteur s'est largement inspiré de Baba Yaga  pour son personnage de la sorcière Sheelba. Sa demeure est une hutte dont la description correspond à celle de Baba Yaga.
- Dans le roman Enchantement (1999) de Orson Scott Card, Baba Yaga y figure comme la méchante de l'histoire, une sorcière particulièrement puissante et ambitieuse qui a réussi à asservir un dieu et qui veut dominer le royaume de Taïna.
- Dans la série romanesque Les Sœurs Grimm (2005) de Michael Buckley, Baba Yaga y joue à la fois le rôle d'adjuvante et d'opposante pour les deux sœurs.
- Dans le roman Baba Jaga je snijela jaje (2009) (publié en français sous le titre Baba Yaga a pondu un œuf, traduit par Chloé Billon, Paris, Christian Bourgois, 2021, 444 pages  (ISBN 978-2-2670-4377-8)), Dubravka Ugrešić revisite la figure dans un monde post-yougoslave, et complète son récit par une présentation de cette figure en une centaine de pages.
- Plusieurs des romans d'Antoine Volodine mettent en scène des personnages de femmes aux pouvoirs en partie inspirés de Baba Yaga.

### Bande dessinée
- Dans la bande dessinée érotique Valentina de Guido Crepax, l'album « Baba Yaga » (1971) montre l'héroïne Valentina en photographe, enquêtant parfois sur des affaires surnaturelles. Elle rencontre une femme d'âge mûr nommée Baba Yaga, celle-ci s'avérant dotée de pouvoirs surnaturels et d'un charme plus que troublant. L'album a été ensuite adapté au cinéma par Corrado Farina dans Baba Yaga (1973).
- Dans le comic book Hellboy (1994) de Mike Mignola, elle a un rôle récurrent, jouant un rôle d'antagoniste, qui cherche à se venger de Hellboy après un affrontement, où elle fut éborgnée.
- Dans le manga Soul Eater (2004) d'Atsushi Ōkubo, la sorcière Arachné et son organisation Arachnophobia ont pour quartier général le « château de Baba Yaga ». De plus, la doyenne des sorcières s'appelle Baba Yaga.
- Dans Fables (2003) de Bill Willingham, Baba Yaga joue le rôle d'un agent envoyé par l'adversaire afin d'espionner Fablevilles, puis livrer une bataille à mort contre Bufkin.
- Yaga - La fille serpent (2020), d'Antoine Ozanam, décrit comment Svetlana, une orpheline de guerre, a fini par devenir la célèbre sorcière, poussée par la violence et l'hypocrisie des hommes. L'origine de nombreux aspects du mythe (le cavalier blanc, le cavalier noir, la maison sur pattes de poulets...) est également abordée.

### Cinéma
- Le réalisateur Alexandre Rou met en scène Baba Yaga dans pas moins de quatre de ses films : Vassilissa-la-très-belle (1939, très librement inspiré du conte du même nom), Morozko (1964), Le Feu, l'Eau et les Tuyaux de cuivre (1964) et enfin Baba Yaga (1973). Dans ces quatre films, la sorcière est incarnée par un homme, l'acteur Gueorgui Milliar qui joue parfois plusieurs rôles dans un même film (il incarne aussi parfois le sorcier Kochtcheï).
- Dans le film fantastique érotique Baba Yaga (1973) de Corrado Farina, adapté d'un album de la bande dessinée italienne Valentina.
- Dans Bartok le Magnifique (1999) de Don Bluth et Gary Goldman, Baba Yaga compte parmi les personnages principaux : la chauve-souris Bartok, autrefois serviteur du sorcier Raspoutine, se voit contraint d'aller trouver Baba Yaga pour obtenir son aide.
- Dans le court-métrage d'animation Pan-dane To Tamago-Hime (« M.Pâte et la princesse Œuf », 2010) du studio Ghibli.
- Dans John Wick (2014) de David Leitch et Chad Stahelski, le personnage principal (Keanu Reeves) est surnommé « Baba Yaga » ou « le croque-mitaine ».
- Dans Baba Yaga (2016) de Caradog W. James.
- Dans Happy Family (2017) de Holger Tappe (de), les personnages principaux sont transformés par Baba Yaga.
- Dans Ant-Man et la Guêpe (2018) de Peyton Reed, le personnage de Kurt (David Dastmalchian) mentionne plusieurs fois Baba Yaga.
- Dans Hellboy (2019) de Neil Marshall, Baba Yaga est un des antagonistes du héros Hellboy. Une des scènes se passe notamment dans la « hutte de la mort » de la sorcière.
- Dans le film d'animation Hansel et Gretel, agents secrets (2021) d'Aleksey Tsitsilin[44], les héros cherchent l’aide de Baba Yaga qui leur reste hostile.

### Télévision
- Dans la série Les Belles Histoires du père Castor, l'épisode « Baba Yaga » (saison 1 épisode 35).
- Dans la série Scooby-Doo : Mystères associés (saison 2, épisode 2, « Le Mystère de la maison sur pattes »), les héros sont confrontés à Baba Yaga.
- Dans la série Lost Girl (saison 2 épisode 4), Baba Yaga est décrite comme une puissance sorcière vivant dans une maison constituée uniquement d'ossements humains et qui possède son propre monde.
- Dans la série Franfreluche (épisode « La petite hutte sur pattes de poule »), elle est présentée comme une vieille femme méchante, battant son chien en croyant qu'il a volontairement mangé son dîner alors que c'est Franfreluche qui lui donna le pain.
- Dans la série Ever After High, elle est une professeur.
- Dans la série Supernatural, on aperçoit sa maison aux longues jambes.
- Dans la série The Outsider (saison 1 épisode 4).
- Dans la série Chasseurs de trolls : Les Contes d'Arcadia, Morgane la mentionne comme l'un de ses nombreux nom.
- Dans la série The Witcher (saison 2), le personnage de Voleth Meir prend la forme d'une vieille sorcière emprisonnée dans une hutte pouvant se tourner à l'aide de longues pattes, complétant plusieurs allusions au mythe de Baba Yaga tout au long de la saison[45].

### Jeux de rôle
- Dans Vampire : La Mascarade, la figure de Baba Yaga est intégrée à l'univers du jeu, un monde manipulé en secret par de très anciennes familles de vampires. Baba Yaga y est présentée comme une ancienne vampire hideuse du clan Nosferatu qui règne sur l'URSS, jusqu'à son assassinat par les envoyés de son « père » vampirique.
- Dans L'Appel de Cthulhu, Baba Yaga est mentionnée dans le scénario « Une petite chaumière dans les bois » de la campagne Terreur sur l'Orient-Express.
- Dans Donjons et Dragons 2e édition, la « Hutte sur pattes de poulet » est l'adversaire principal de l'aventure The Dancing Hut of Baba Yaga (en)[46].
- Dans Donjons et Dragons 5e édition également, Baba Yaga est présente, entre autres, dans la campagne La malédiction de Strahd, se passant en Barovie, domaine de Ravenloft.
- Dans Les Secrets de la septième mer, elle est la protectrice magique de l'Ussura, la nation inspirée de la Russie.
- Dans Pathfinder, Baba-Yaga est au cœur de la campagne « Le règne de l'hiver ».

### Jeux vidéo
Baba Yaga fait également des apparitions dans plusieurs jeux vidéo.
- Dans Quest for Glory: So You Want to Be a Hero.
- Dans The Legend of Zelda: Twilight Princess, Baba Yaga (appelée simplement Baba) est le nom donné à un personnage secondaire croisé dans les donjons par le héros, Link.
- Dans Shadow Man: 2econd Coming, un personnage est inspiré de Baba Yaga, un démon grigori nommé Babayagoth.
- Dans Castlevania: Lords of Shadow, vivant dans la lande des morts, elle se présente comme une sorcière minuscule et décrépite, probablement aveugle, qui accueille le héro dans son antre.
- Dans Rise of the Tomb Raider dont l'action se déroule en Sibérie, un contenu additionnel s'intitule « Baba Yaga : le Temple de la Sorcière ».
- Dans The Longest Journey : Dreamfall Chapters, Baba Yaga est un personnage représentant le mal, essentiel pour que l'équilibre soit conservé, représentée par trois sœurs : Baeb, Ayae et Gh'aa.
- Dans The Witcher 3: Wild Hunt, les Moires (les Dames de la Forêt), trois sœurs maléfiques, sont des sorcières s'inspirant du mythe de Baba Yaga.
- Dans Thea: The Awakening, les Baba Yaga sont des démons possédants magie et éloquence, souvent accompagnés de rats familiers.
- Dans Harry Potter et le Prisonnier d'Azkaban, une carte de Chocogrenouille à collectionner présente une célèbre harpie russe du nom de Babayaga qui habitait dans une hutte posée sur des pattes de poulet géantes et qui se nourrissait d'enfants.
- Dans Mind Snares: Alice's Journey, au troisième chapitre l'héroïne doit résoudre diverses énigmes pour satisfaire les désirs de Baba Yaga.
- Dans Labyrinth of Refrain: Coven of Dusk (en): Coven of Dusk, Baba-Yaga est l'antagoniste principale.
- Dans Smite, Baba-Yaga est un personnage jouable.
- Dans Ragnarök Online, Baba Yaga est un monstre qui se trouve dans le donjon de Moskovia, dont le thème s'inspire de la Russie.
- Dans Reka, Baba Yaga est la mentore de l'apprentie sorcière du nom de Reka.

## Théâtre
- Philippe Ferran, frère de Pascale Ferran, met en scène en 2010, Baba Yaga, un spectacle pour enfant avec Hélène Gedilaghine et Patricia Varnay.